# اشتباكات تل رفعت 2019
اشتباكات تل رفعت 2019 هي مواجهة عسكرية بين تركيا ومجموعات من الجيش السوري الحر المدعوم من تركيا مع وحدات حماية الشعب الكردي (YPG) في أوائل مايو 2019.

## خلفية
بدأت الاشتباكات بعد مقتل جنديين تركيين في 4 مايو 2019 في مواجهة مع وحدات حماية الشعب وأصيب آخر. رداً على ذلك زعمت وزارة الدفاع التركية أنها قتلت ما مجموعه 23 من مقاتلي وحدات حماية الشعب في أعقاب الحادث صرح مسؤول تركي لرويترز بأنه سيتم شن عملية عسكرية كبيرة «إذا لزم الأمر». تهدف العملية أيضًا إلى وقف هجمات المقاتلين الأكراد على الجيش السوري الحر المدعوم من تركيا والقوات التركية في عفرين القادمة من منطقة تل رفعت.

## الجدول الزمني
في 4 مايو 2019 أعلن الجيش السوري الحر المدعوم من تركيا أنه بدأ عملية ضد وحدات حماية الشعب في القرى القريبة من تل رفعت. وتمكن الجيش السوري الحر المدعوم من تركيا في البداية من الاستيلاء على ثلاث قرى هي مرناز، والمالكية، و شوارغة الأرز. وواجه مقاومة صغيرة  بعد الاستيلاء على القرى. وذكر الجيش السوري الحر المدعوم من تركيا أن طموحه هو السيطرة على تل رفعت ومحيطها. ومع ذلك بسبب القصف العنيف الذي قامت به قوات سوريا الديمقراطية والقوات الموالية للحكومة وزرع عدد كبير من الألغام الأرضية في المنطقة اضطرالجيش السوري الحر المدعوم من تركيا والقوات المسلحة التركية إلى الانسحاب واستعادت القوات التي يقودها الأكراد جميع القرى الثلاث.
في اليوم التالي أفيد أن الهجوم قد ألغي لصالح إجراء المزيد من المفاوضات بين تركيا وروسيا لإقامة منطقة منزوعة السلاح مشتركة في المنطقة.